# Quận Alachua, Florida
Quận Alachua là một quận thuộc tiểu bang Florida, Hoa Kỳ. Quận lỵ đóng ở Gainesville,. 
Dân số theo điều tra năm 2010 của Cục điều tra dân số Hoa Kỳ là 247.336 người.
Quận có đại học Florida.

## Địa lý
Theo Cục điều tra dân số Hoa Kỳ, quận này có diện tích 2510 km2, trong đó có 243 km2 là diện tích mặt nước.